# 高大羅漢松
高大羅漢松（Podocarpus elatus）是羅漢松屬的一種植物，原產於澳大利亞東海岸的新南威爾斯和昆士蘭。高大羅漢松是常綠樹，可成長至30至36米。高大羅漢松的種子椎的肉質部分可以用作調味料。高大羅漢松也是澳大利亞常見的行道樹。